# Воробьёв, Андрей Викторович
Андрей Викторович Воробьёв (род. 24 июля 1985, Энгельс, Саратовская область, РСФСР, СССР) — российский политический деятель и предприниматель. Член партии «Единая Россия», депутат и заместитель главы фракции ЕР в Законодательном собрании Саратовской области. Исполнительный директор ООО «Межрегионстрой». Победил на выборах по Балашовскому одномандатному округу (где против него шёл популярный региональный депутат от КПРФ и блогер Николай Бондаренко) в Государственную думу VIII созыва в 2021 году и стал депутатом от Саратовской области.
Из-за нарушения территориальной целостности и независимости Украины во время российско-украинской войны Воробьёв находится под персональными санкциями всех стран Европейского союза, Великобритании, США, Канады, Швейцарии, Австралии, Японии, Украины, Новой Зеландии.